# Det skedde för mig
Det skedde för mig är en passionspsalm från 1754 av den herrnhutiske latinprofessorn i Uppsala Magnus Brynolf Malmstedt. Psalmen har 6 verser som allesammans slutar med orden "Dess (därför) tackar jag dig". I Svenska Missionsförbundets sångbok 1920 har 2 verser tagits bort. 
Melodin anges vara tonsatt av  signaturen A. B-n.

## Publicerad som
- Nr 97 i Sions Nya Sånger (femte upplagan, tryckt 1863)
- Nr 39 i Sionstoner 1889 (6 verser) under rubriken "Passionssånger. Sånger om frälsningen".
- Nr 96 i Hemlandssånger 1891 under rubriken "Högtiderna".
- Nr 125 i Svenska Missionsförbundets sångbok 1920 (4 verser) under rubriken "Jesu lidande".
- Nr 201 i Sionstoner 1935 under rubriken "Passionstiden".
- Nr 79 i Guds lov 1935 under rubriken "Passionssånger".
- Nr 165 i Lova Herren 1988 (6 verser) under rubriken "Passionstiden".